# Shake Your Pelvis
Shake Your Pelvis — студийный альбом группы «Red Elvises», выпущен 11 апреля 2000 года.

## Об альбоме
Shake Your Pelvis один из самых неординарных дисков группы. Альбом кардинально отличается по стилю от предыдущих и последующих пластинок.

## Список композиций
1. Everybody Disco
2. Beat of a Drum
3. Girl from Malibu
4. 200 lbs or Pure Love
5. Girls Gonna Boogie Tonight
6. We Got the Groove
7. Rocketship
8. Colors of Rainbow
9. Techno Surfer
10. City of Angels
11. Cosmic Surf
12. Good Guys